# Тырновская книжная школа

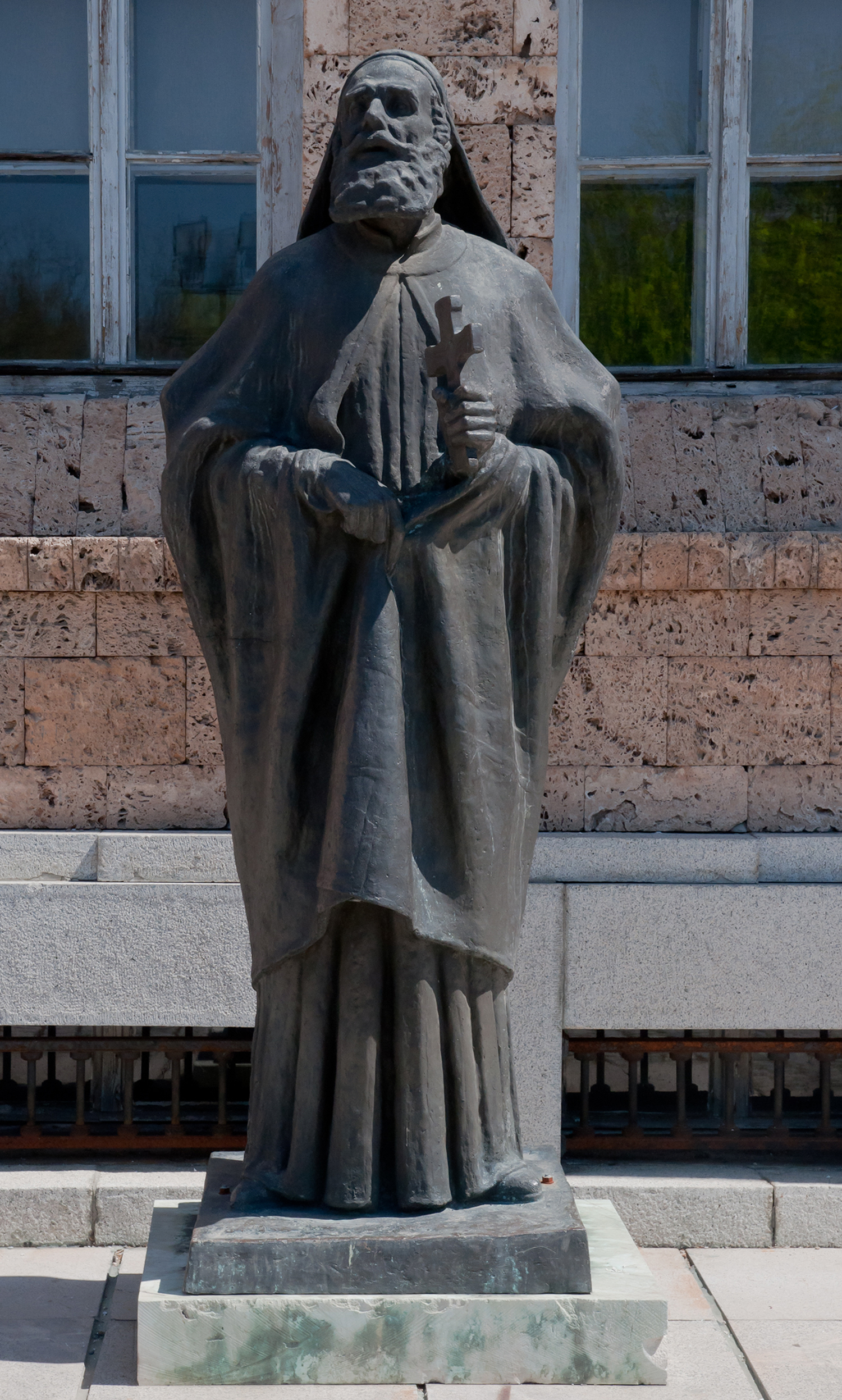
Памятник Евфимия Тырновского
(основателя Тырновской книжной школы)

Ты́рновская литерату́рная шко́ла (болг. Търновска книжовна школа) — болгарская литературная школа, существовавшая во второй половине XIV—XV веках и внесшая существенный вклад в средневековую литературу.
Она была частью Тырновской школы искусств, выражавшей наивысший уровень культуры Второго Болгарского царства. С орфографической реформой святого Евтимия Тырновского и выдающихся представителей, таких как Григорий Цамблак и Константин Философ, школа оказала влияние на русскую, сербскую, валашскую и молдавскую средневековую культуру. Это известно в России как второе южнославянское влияние. 

## Появление и развитие
Основной и главной предпосылкой для возникновения Тырновской школы было культурное возрождение Болгарского царства со второй половины XIV века. Этот рост во многом зависел от личной заинтересованности царя Иоанна-Александра в развитии литературы и искусства. Его наследники, Иоанн-Шишман и Иван Срацимир, продолжили дело своего отца. К созданию Тырновского литературной школы присоединился и патриарх Феодосий Тырновский, прекрасно понимавший, что такие школы позволят определить независимость болгарской церкви, распространить и усилить её влияние среди православных стран славянского мира.
Основателем Тырновской литературной школы, с центром в столице Второго Болгарского царства Тырново, считается патриарх Евфимий Тырновский (Болгарский). Реформы правописания и языка Евфимия установили правила, применявшиеся впоследствии не только в Болгарии, но и в русских княжествах, в Сербии, Валахии и Молдавии.
Деятельность писателей в Тырновской школе была связана не только с созданием оригинальных литературных произведений, но и с переводами греческих оригиналов и созданием сборников.

## Особенности
Тырновская книжная школа была тесно связана с развитой византийской литературой. В первую очередь Тырновская школа характеризуется высокой религиозностью её представителей, в традициях православной церкви. Большинство произведений Тырновского книжной школы относится к житийной литературе: панегирики, жития, гимны и др. Основной задачей авторов житий было прославление соответствующего святого, распространение и увеличение знаний о его культе. Типичным для большинства писателей школы (Евфимий, Григорий Цамблак) является присутствие в их произведениях обязательных жанровых чудес. Их отношение к таким еретических учениям как богомильство, варлаамство, адамитство, ересь жидовствующих было крайне враждебным и осуждающим, что соответствовало позициям Тырновского патриархата.
Неоднократно в произведениях представителей Тырновского литературной школы встречались рассказы о мощах святых. До сих пор не существует единого мнения, следует ли их рассматривать как расширенный вариант жития, или как отдельный полноценный жанр. Наряду с утверждением чудодейственной силы святых, авторы восхваляют правителей и вельмож, которые занимались или хранили мощи святых. Именно поэтому в этом типе произведений часто присутствуют короткие, но ценные исторические сведения.

## Представители
- Евфимий Тырновский — ученик Феодосия Тырновского. Создатель и руководитель школы, один из её преподавателей. Автор многих житий, панегириков, посланий и других произведений. Кроме того, провёл важные реформы, а также ввёл новый жанр в православной литературе, соединив житие и похвальное слово.

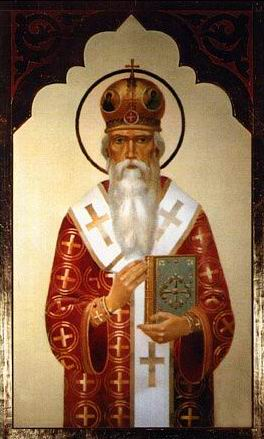
Киприан Цамблак

- Григорий Доброписец — ученик Феодосия Тырновского, автор жития болгарского святого Ромила Видинского.
- Дионисий Дивный — ученик Феодосия Тырновского. Он стал известен своими умелыми переводами книг с греческого на славянский язык, за что и получил прозвище «Дивный» (замечательный).
- Киприан Цамблак — ученик Феодосия Тырновского. Автор житий, гимнов и других как оригинальных, так и переведённых произведений. С 1389 года и до самой своей смерти в 1406 году был митрополитом Киевским и всея Руси.
- Григорий Цамблак — ученик Евфимия Тырновского. Осуществлял свою деятельность в Дечанском монастыре, на территориях Молдавии и русских княжеств, в значительной степени способствовал распространению идей своего учителя и традиций Тырновской книжной школы. Автор многочисленных работ, в том числе «Похвального слова о Евфимие», содержащую ценную информацию о Тырновском патриархате и болгарской истории, а также «Книги Григория Цамблака», которая стала единственным сборником произведений славянских писателей той эпохи, дошедшим до нашего времени.
- Константин Философ — ученик книжника Андрея (Андроника), который, в свою очередь, был учеником Евфимия. Жил и работал при дворе сербского правителя Стефана Лазаревича. Считается основателем Ресавской школы, также известной как Моравская староболгарская книжная школа, которая получила своё название от реки Ресава, притока Моравы. Её центром считался сербский монастырь Раваница.
- Иоасаф Бдинский — неизвестно чьим именно учеником он был, но его «Похвальное слово о переносе мощей святого Филофея из Тырново в Видин» (болг. „Похвално слово за пренасяне на мощите на света Филотея от Търново във Видин“) содержит все характерные признаки Тырновской книжной школы. В произведении автор очень почтительно относится к Евфимию Тырновскому.
- Владислав Грамматик — представитель поздней Тырновской книжной школы. Переводчик, составитель, писатель, каллиграф. Наиболее известным его произведением является «Рильская повесть», ставшая продолжением «Иоанна Рыльского» Евфимия. Произведение содержит ценную информацию о восстановлении Рильского монастыря во второй половине XV века и о переносе в него мощей святого Иоанна Рыльского в 1469 году.
- Димитрий Кантакузин — представитель поздней Тырновской книжной школы. Принадлежал к знаменитому византийскому роду Кантакузинов. Писал свои произведения как на болгарском, так и на греческом языках. Автор многих работ, в том числе «Жития с малой похвалой Иоанну Рыльскому», «Географического описания», «Послания к доместику Исаие», стихи христианской тематики.